# Сера (Беневенто)
Сера је насеље у Италији у округу Беневенто, региону Кампанија.
Према процени из 2011. у насељу је живело 11 становника. Насеље се налази на надморској висини од 753 м.